# Högtotjärnen
Högtotjärnen är en sjö i Piteå kommun i Norrbotten och ingår i Rosåns huvudavrinningsområde.